# Sân bay Mộc Hóa
Sây bay Mộc Hóa nằm tại thị trấn Mộc Hóa, nay là thị xã Kiến Tường, tỉnh Long An, được xây dựng từ năm 1965 và phục vụ cho mục đích quân sự kết hợp dân sự và sau năm 1975 thì bỏ hoang phế. Sân bay có một đường băng dài 1.800m rộng 120m nếu được đầu tư có thể trở thành sân bay nội địa.
Thời gian đầu sau 1975, Nông trường Lúa Vàng (Nông trường quốc doanh) sử dụng sân bay để đáp máy bay trực thăng cho mục đích nông nghiệp (xạ lúa, rải phân, phun thuốc,...). Tuy nhiên, sau đó nông trường giải thể, sân bay chính thức bị bỏ hoang cho đến ngày nay.
Sân bay Mộc Hóa xuất hiện trong bối cảnh của các bộ phim Cánh Đồng Hoang, Mùa Gió Chướng,... của đạo diễn Hồng Sến.
Hiện tại (2013) sân bay đã trở thành khu dân cư đường Lý Thường Kiệt nối dài, trong đó đường băng trở thành đường phố. Không còn dấu vết gì của sân bay cũ.